# 니콜라이 기칼로
니콜라이 표도로비치 기칼로(러시아어: Никола́й Фёдорович Гика́ло, 1897년 5월 8일 ~ 1938년 4월 25일)는 소련의 혁명가이자 정치인이었다.
그는 오데사에서 우크라이나 농민 가정에서 태어났다. 1915년부터 그는 러시아 제국 육군에 복무했고 1917년에 볼셰비키에 입당했다. 그는 북캅카스에서 백군에 대항하는 싸움에서 붉은 군대를 지휘했다. 그는 1929년 4월부터 1929년 6월 11일까지 우즈베키스탄 공산당 제1서기, 1929년부터 1930년 8월까지 아제르바이잔 공산당 제1서기, 1932년 1월 18일부터 1937년 3월 18일까지 벨로루시 공산당 제1서기였다. 대숙청 기간 동안, 기칼로는 체포되었고, 소련 국가에 반하는 음모를 꾸민 혐의로 기소되었고, 사형을 선고받고 1938년 4월 25일에 처형되었다. 그는 1955년에 사후에 무죄가 선고되었다.
체첸 공화국의 한 도시는 그의 이름을 따서 지어졌다.

## 체포 및 사망
그는 1937년 10월 11일에 체포되었다. 1938년 4월 25일, 그는 사형을 선고 받았고 같은 날 총에 맞았다.
1955년 9월 2일, 그는 사후에 소련 공산당 중앙위원회로 복직되었다.

## 가족
그의 아내 나탈리아 치조바 (1897년~1968년)는 1938년 "국민의 적"으로 유죄 판결을 받았고 1955년에 복직되었다.